# Крысолов (поэма)
«Крысолов» — поэма Марины Цветаевой, основанная на легенде о Гамельнском крысолове. 
Впервые была издана по главам в журнале «Воля России» (Прага. 1925. № 4, 5, 6, 7-8, 12; 1926. № 1).
Первая глава была напечатана под названием «Крыселов», что являлось ошибкой самой Цветаевой. В последующих главах название было исправлено на «Крысолов».

## Сюжет
В богатом городе Гамельне мирно и спокойно живут процветающие торговцы, для которых существуют только материальные ценности. Неожиданно в городе начинается страшное нашествие крыс. От крыс просто некуда деваться, и никто не знает, как от них избавиться. Вскоре доведённый до отчаяния бургомистр объявляет, что тот, кто прогонит вредителей, кто бы он ни был, станет мужем Греты, дочери бургомистра.
В Гамельн приходит неизвестный человек с дудочкой и своей волшебной музыкой зачаровывает крыс, уводит их из города, и они тонут в реке. Однако, когда Крысолов просит руки Греты, бургомистр в ужасе немедленно отказывает, и Крысолову в награду дают футляр для флейты из папье-маше. Такого подарка музыкант не принимает и говорит, что по-прежнему ждёт разрешения на свадьбу с Гретой. 
На следующий день Крысолов вновь появляется в городе, но на этот раз своей дудочкой завораживает души всех гамельнских детей, а также Греты, и уводит их, как раньше крыс, в воду.

## Значение сюжета
Цветаева утверждала, что крысы в поэме — символ земных мелочных забот, бургомистр — быта, Грета — человеческой души, Крысолов — поэзии. «Быт не держит слово Поэзии, Поэзия мстит…».
На Западе поэму трактовали как сатиру на коммунистические идеалы.